# Freddie – agent F.R.O.7.
Freddie – agent F.R.O.7. (ang. Freddie as F.R.O.7 znany także pod tytułem Freddie the Frog) – brytyjski film animowany z 1992 roku w reżyserii Jona Acevskiego.

## Fabuła
Zielony agent F.R.O.7. jest rekrutowany przez Brytyjską Inteligencję, aby rozwiązać tajemnicze zniknięcia największych skarbów i zabytków świata i przywrócić je do pierwotnych miejsc.
Tajny agent Freddie musi pokonać zło okrutnej ciotki Messiny, która razem ze swoim wspólnikiem El Supremo planuje przejąć kontrolę nad światem.

## Obsada (głosy)
- Ben Kingsley - Freddie
- Jenny Agutter - Daffers
- Brian Blessed - El Supremo
- Billie Whitelaw - Messina
- John Sessions - Scotty
- Phyllis Logan - Nessie
- Nigel Hawthorne - Brigadier G
- Sir Michael Hordern - Król, ojciec Freddiego
- Victor Maddern - Old Gentleman Raven
- Jonathan Pryce - Trilby
- Prunella Scales - Królowa, matka Freddiego

## Wersja polska
Film posiadał dwie wersje lektorskie: pierwszą dla wydania VHS i drugą emitowaną na TVP2. Lektorem w drugiej wersji był polski aktor dubbingowy Tomasz Kozłowicz.

### Wersja VHS
- Wersja wydana na VHS z angielskim dubbingiem i polskim lektorem
- Czytał: Janusz Szydłowski
- Dystrybucja: VIM[4]

## Literatura
- Jon Acevski, Freddie as F.R.O.7, Warner Books, London 1992.